# 韩志武
韩志武，中国教育部长江学者特聘教授，吉林大学教授，主要从事工程仿生学研究，曾获中国国家技术发明二等奖1项。

## 生平
韩志武1992年获燕山大学冶金机械学士学位，1998年获燕山大学机械设计及理论博士学位。现任吉林大学教授。